# Upucerthie striée
Geocerthia serrana
Genre
Espèce
Synonymes
- Upucerthia serrana Taczanowski, 1875[2]

Statut de conservation UICN

 LC  : Préoccupation mineure
L’Upucerthie striée (Geocerthia serrana), unique représentant du genre Geocerthia, est une espèce de passereaux de la famille des Furnariidae. Elle était autrefois classée dans le genre Upucerthia.

## Répartition
Elle est endémique à l'Ouest du Pérou.

## Habitat
Elle habite les zones de broussailles et les bois des hautes-terres des Andes.

## Liste des sous-espèces
Selon la classification de référence du Congrès ornithologique international (version 11.1, 2021) :
- sous-espèce Geocerthia serrana serrana (Taczanowski, 1875)
- sous-espèce Geocerthia serrana huancavelicae (Morrison, 1938)

## Publication originale
- Genre Geocerthia :
  - (en) R. Terry Chesser, Santiago Claramunt, Elizabeth Derryberry et Robb T. Brumfield, « Geocerthia, a new genus of terrestrial ovenbird (Aves: Passeriformes: Furnariidae) », Zootaxa, Magnolia Press (d), vol. 2213, no 1,‎ 28 août 2009, p. 64-68 (ISSN 1175-5334 et 1175-5326, OCLC 49030618, DOI 10.11646/ZOOTAXA.2213.1.4, lire en ligne).